# Covering 'Em
Covering 'Em es un álbum no oficial de la banda estadounidense de Hard Rock, Guns N' Roses de versiones y canciones inéditas de otros álbumes por la banda. Incluye versiones de grandes bandas y artistas como Queen, The Rolling Stones, Bob Dylan, Aerosmith, AC/DC, entre otros.
Es una compilación en vivo de covers que la banda hizo en los shows de la gira Use Your Illusion Tour.

## Lista de canciones
| N.º | Título | Escritor(es)                    | Duración |  |
| 1.  | «Salt of the Heart» (Atlantic City, 12/09/1989. Axl and Izzy with The Rolling Stones)                                                | Keith Richards, Mick Jagger     | 05:48    |  |
| 2.  | «Live and Let Die» (Live in Tokyo, 22/02/1992)                                                                                       | Linda McCartney, Paul McCartney | 03:34    |  |
| 3.  | «Mama Kin» (Live in Paris with Steven Tyler and Joe Perry)                                                                           | Joe Perry, Steven Tyler         | 04:19    |  |
| 4.  | «Train Kept A Rollin´» (Live in Paris with Steven Tyler and Joe Perry)                                                               | Joe Perry, Steven Tyler         | 04:11    |  |
| 5.  | «Wild Horses» (Live in Tokyo, 22/02/1992)                                                                                            | Keith Richards, Mick Jagger     | 03:18    |  |
| 6.  | «Bohemian Rhapsody» (Live in London, Freddy Mercury Tribute, 04/04/1992. Axl with Elton John, Brian May, John Deacon, Roger Taylor.) | Freddie Mercury                 | 05:28    |  |
| 7.  | «We Will Rock You» (Live in London, Freddy Mercury Tribute, 04/04/1992. Axl with Elton John, Brian May, John Deacon, Roger Taylor.)  | Freddie Mercury                 | 02:33    |  |

- Datos: Q10261302